# 亚碲酸
亚碲酸是一种碲的含氧酸，化学式为H2TeO3，亦写作(HO)2TeO。人们不太了解这种化合物。亚碲酸可以由二氧化碲与水反应制得。它形成的盐更常见，如亚碲酸氢钾（KHTeO3）。

## 制备
亚碲酸可以由亚碲酸钾和稀硝酸反应而成。它也可以由二氯化碲或四氯化碲水解而成。
{\displaystyle \mathrm {2\ TeCl_{2}+3\ H_{2}O\longrightarrow Te+H_{2}TeO_{3}+4\ HCl} }

## 性质
相较于类似的化合物亚硒酸，亚碲酸只是亚稳定的化合物。在水溶液中用过氧化氢氧化TeO2−
3离子可以得到碲酸根。亚碲酸通常以水溶液的形式存在，是一种弱酸。
H2TeO3 + H2O ⇌ H3O+ + HTeO−
3 Ka1 = 2×10−3
HTeO−
3 + H2O ⇌ H3O+ + TeO2−
3 Ka2 = 1×10−8